# Easy Livin'
Singles de Uriah Heep
The Wizard
(1972) Blind Eye
(1972)
Easy Livin' est une chanson du groupe de hard rock britannique Uriah Heep extraite de son quatrième album studio, Demons and Wizards, sorti en mai 1972 sur le label Bronze Records au Royaume-Uni et sur le label Mercury Records aux États-Unis.
La chanson a également été publiée en single,.
La chanson n'est pas entrée le classement officiel britannique des singles,. Cependant, elle a atteint la cinquième place aux Pays-Bas, la quinzième place en Allemagne et la 36e place en Belgique,
Elle est par ailleurs devenue la première chanson du groupe à entrer dans le Hot 100 du magazine musical américain Billboard (et l'unique à être dans le top 40 de ce chart),.

## Composition
La chanson est écrite par Ken Hensley. L'enregistrement de Uriah Heep a été produit par Gerry Bron.